# Diego Manuel Hernández
Diego Manuel Hernández González (Montevideo, 22 de junio de 2000) es un futbolista uruguayo. Actualmente juega como medio centro ofensivo, extremo e interior en Clube do Remo de la Campeonato Brasileño de Serie B, cedido a préstamo desde Botafogo.

## Trayectoria
Comenzó a jugar al baby fútbol en Villa Española, club de su barrio natal, posteriormente jugó en Estudiantes de la Unión, luego en Fray Bentos y finalizó su formación infantil en Carabelas.
Un amigo de su padre coordinó la posibilidad de probarse en el Club Atlético Peñarol, equipo al que convenció y lo ficharon, comenzó su formación juvenil con los carboneros. Tuvo como entrenadores al "Tato" García, "Chueco" Perdomo y Alejandro Cappuccio, compartió plantel con jugadores como Facundo Torres, Alejo Cruz y Brian Rodríguez.
En su infancia tuvo déficit nutricional y en su adolescencia se veían las consecuencias negativas, llegó un punto crítico en que recibió una recomendación médica de inyectarse hormonas de crecimiento, sobre esos días, recuerda:

«La doctora Mendoza en un momento me dijo ‘o es este tratamiento o se te va a complicar en el fútbol’, y acepté. Me tenía que inyectar las mismas hormonas de crecimiento que Messi, eso era lo complicado, en cada pinchazo veía las lágrimas de mi padre y yo le daba para adelante, fue todos los días durante dos años y medio, desde los catorce a los dieciséis años aproximadamente.»
Diego Manuel Hernández

A finales de 2018 quedó libre de Peñarol. En 2019 se probó en una práctica de aspirantes del Montevideo Wanderers Fútbol Club y fue fichado por los bohemios, se incorporó a la reserva del club.
El 26 de mayo de 2023 fue anunciado por Botafogo como nuevo fichaje del club.
Debutó con el club brasilero el 13 de julio en la Copa Sudamericana 2023, ingresó al minuto 56 debido a una lesión de Carlos Alberto y derrotaron a Patronato 0-2.
A mediados de 2024 fue cedido al Club León, a comienzos de 2025 a Everton de Viña del Mar y a mediados al Clube do Remo.

## Selección nacional
Hernández fue convocado por primera vez a la selección de Uruguay el 20 de marzo de 2023, tras lesión de Giorgian de Arrascaeta.
Estuvo en el banco de suplentes en dos partidos amistosos, contra Japón y Corea del Sur pero el entrenador interino Marcelo Broli decidió no darle minutos.
El 28 de septiembre fue convocado para ser parte de los Juegos Panamericanos, en un combinado sub-23 de Uruguay. Debutó con la selección uruguaya el 23 de octubre, fue titular para enfrentar a República Dominicana y ganaron 1-0. Uruguay no logró pasar la fase de grupos de los Panamericanos y posteriormente derrotaron a Colombia en el partido por el quinto puesto.

## Estadísticas

### Clubes
Actualizado al último partido citado el 20 de abril de 2025.
| Club                            | Div.          | Temporada     | Liga  | Liga  | Liga   | Estatal | Estatal | Estatal | Copas nacionales | Copas nacionales | Copas nacionales | Copas internacionales | Copas internacionales | Copas internacionales | Total | Total | Total  |
| Club                            | Div.          | Temporada     | Part. | Goles | Asist. | Part.   | Goles   | Asist.  | Part.            | Goles            | Asist.           | Part.                 | Goles                 | Asist.                | Part. | Goles | Asist. |
| ------------------------------- | ------------- | ------------- | ----- | ----- | ------ | ------- | ------- | ------- | ---------------- | ---------------- | ---------------- | --------------------- | --------------------- | --------------------- | ----- | ----- | ------ |
| Mdeo. Wanderers F. C. · Uruguay | 1.ª           | 2020          | 19    | 2     | 2      | —       | —       | —       | —                | —                | —                | —                     | —                     | —                     | 19    | 2     | 2      |
| Mdeo. Wanderers F. C. · Uruguay | 1.ª           | 2021          | 22    | 2     | 2      | —       | —       | —       | —                | —                | —                | 2                     | 0                     | 0                     | 24    | 2     | 2      |
| Mdeo. Wanderers F. C. · Uruguay | 1.ª           | 2022          | 30    | 4     | 5      | —       | —       | —       | 2                | 0                | 1                | 6                     | 0                     | 1                     | 38    | 4     | 7      |
| Mdeo. Wanderers F. C. · Uruguay | 1.ª           | 2023          | 13    | 5     | 3      | —       | —       | —       | -                | -                | -                | -                     | -                     | -                     | 13    | 5     | 3      |
| Mdeo. Wanderers F. C. · Uruguay | Total club    | Total club    | 84    | 13    | 12     | 0       | 0       | 0       | 2                | 0                | 1                | 8                     | 0                     | 1                     | 94    | 13    | 14     |
| Botafogo F. R. · Brasil         | 1.ª           | 2023          | 2     | 0     | 0      | -       | -       | -       | -                | -                | -                | 3                     | 0                     | 0                     | 5     | 0     | 0      |
| Botafogo F. R. · Brasil         | 1.ª           | 2024          | 10    | 0     | 2      | 5       | 1       | 0       | 1                | 0                | 0                | 3                     | 0                     | 0                     | 19    | 1     | 2      |
| Botafogo F. R. · Brasil         | Total club    | Total club    | 12    | 0     | 2      | 5       | 1       | 0       | 1                | 0                | 0                | 6                     | 0                     | 0                     | 24    | 1     | 2      |
| C. León · México                | 1.ª           | 2024-25       | 13    | 2     | 2      | —       | —       | —       | -                | -                | -                | -                     | -                     | -                     | 13    | 2     | 2      |
| C. León · México                | Total club    | Total club    | 13    | 2     | 2      | 0       | 0       | 0       | 0                | 0                | 0                | 0                     | 0                     | 0                     | 13    | 2     | 2      |
| Everton · Chile                 | 1.ª           | 2025          | 8     | 0     | 1      | —       | —       | —       | 4                | 1                | 1                | 1                     | 0                     | 0                     | 13    | 1     | 2      |
| Everton · Chile                 | Total club    | Total club    | 8     | 0     | 1      | 0       | 0       | 0       | 4                | 1                | 1                | 1                     | 0                     | 0                     | 13    | 1     | 2      |
| C. Remo · Brasil                | 2.ª           | 2025          | 0     | 0     | 0      | -       | -       | -       | -                | -                | -                | —                     | —                     | —                     | 0     | 0     | 0      |
| C. Remo · Brasil                | Total club    | Total club    | 0     | 0     | 0      | 0       | 0       | 0       | 0                | 0                | 0                | 0                     | 0                     | 0                     | 0     | 0     | 0      |
| Total carrera                   | Total carrera | Total carrera | 117   | 15    | 17     | 5       | 1       | 0       | 7                | 1                | 2                | 15                    | 0                     | 1                     | 144   | 17    | 19     |
| 1. 2.                           |               |               |       |       |        |         |         |         |                  |                  |                  |                       |                       |                       |       |       |        |

### Selección
Actualizado al último partido citado el 29 de octubre de 2023.
| Selección          | Temporada         | Continental | Continental | Continental | Mundial | Mundial | Mundial | Amistosos | Amistosos | Amistosos | Total | Total | Total  |
| Selección          | Temporada         | Part.       | Goles       | Asist.      | Part.   | Goles   | Asist.  | Part.     | Goles     | Asist.    | Part. | Goles | Asist. |
| ------------------ | ----------------- | ----------- | ----------- | ----------- | ------- | ------- | ------- | --------- | --------- | --------- | ----- | ----- | ------ |
| Sub-23 · Uruguay   | 2023              | 3           | 0           | 0           | —       | —       | —       | 0         | 0         | 0         | 3     | 0     | 0      |
| Sub-23 · Uruguay   | Total sel.        | 3           | 0           | 0           | 0       | 0       | 0       | 0         | 0         | 0         | 3     | 0     | 0      |
| Absoluta · Uruguay | 2023              | 0           | 0           | 0           | —       | —       | —       | 0         | 0         | 0         | 0     | 0     | 0      |
| Absoluta · Uruguay | Total sel.        | 0           | 0           | 0           | 0       | 0       | 0       | 0         | 0         | 0         | 0     | 0     | 0      |
| Total selecciones  | Total selecciones | 3           | 0           | 0           | 0       | 0       | 0       | 0         | 0         | 0         | 3     | 0     | 0      |
| 1.                 |                   |             |             |             |         |         |         |           |           |           |       |       |        |

## Palmarés

### Títulos internacionales
| Título            | Equipo         | Sede      | Año  |
| ----------------- | -------------- | --------- | ---- |
| Copa Libertadores | Botafogo F. R. | Argentina | 2024 |

### Títulos nacionales
| Título                          | Equipo         | País   | Año  |
| ------------------------------- | -------------- | ------ | ---- |
| Campeonato Brasileño de Serie A | Botafogo F. R. | Brasil | 2024 |